# Jaba' (Jenin)
Jaba' (àrab: جبع, Jabaʿ) és un municipi palestí de la governació de Jenin, a Cisjordània, al nord de la vall del Jordà, 8 kilòmetres al sud-oest de Jenin. Segons el cens de l'Oficina Central Palestina d'Estadístiques (PCBS), Jaba' tenia 8.942 habitants en 2007. El nom del municipi vol dir «turó» i està situat als vessants de la muntanya Jabal Dabrun. El poble i els seus voltants contenen una sèrie de jaciments arqueològics, inclosa una tomba per a un determinat Nabí Yarub. Durant l'època otomana Jaba' va servir com a seu del poderós clan Jarrar. La ciutat és administrada per un consell municipal, actualment dirigit per Bassam Jarrar.

## Etimologia
El nom de la vila, Jaba', vol dir «turó». Els erudits bíblics Edward Robinson i Eli Smith creien que el nom del municipi «era segur una altra antiga Gueba o Guibà», però no van saber identificar cap antic poble amb un d'aquests noms i proper a Jaba. S'ha assenyalat la possibilitat que Jaba' fos la Gabe mencionada per l'historiador romà d'Orient Jeroni d'Estridó, que es trobava a 16 milles romanes de la ciutat costanera de Cesarea. Altres identifiquen aquesta Jaba amb la Geba de la Mixnà, la registra explícitament com a pertanyent a Samaria.

## Història
S'ha trobat al municipi terrissa de l'edat de Bronze, de l'edat de ferro, i dels períodes persa, hel·lenístic, romà i romà d'Orient. La ciutat no s'esmenta en les fonts medievals, tot i que el nucli antic de la vila sembla remuntar-se a algun moment dels períodes mameluc i/o otomà.

### Època otomana
Jaba' fou incorporada a l'Imperi Otomà amb la resta de Palestina en 1517. En el cens de 1596, el poble es troba a la nàhiya de Jabal Sami al liwà de Nablus. Tenia una població de 42 famílies, totes elles musulmans, que pagaven una taxa fixa del 33,3 % sobre el blat, ordi, cultius d'estiu, oliveres, ingressos ocasionals, cabres i ruscs, i una premsa d'olives o raïm ; un total de 15,304 akçe.
Durant l'era otomana Jaba' serví com a vila tron (kursi) del clan Jarrar, que era la família més poderosa de l'hinterland rural de Nablus. En els darrers anys una facció de la família es va traslladar a l'àrea propera de l'actual Sanur, on es van fortificar.
Robinson i Smith visitaren la vila en 1838, i anotaren que era "una vila gran, més aviat un poble, en el vessant de la cadena de turons". També va observar que hi havia una torre al poble amb la "aparença d'antiguitat".
En 1851 els habitants de Jaba' van emetre una queixa a Hafiz Paixà, governador de Jerusalem, acusant els xeics Jarrar del poble d'obligar-los a signar pagarés sobre la venda del seu oli d'oliva futur (un total de 2.600 flascons fins a dos anys) als xeics a un preu reduït. Els residents van acusar els xeics de tractar de enriquir-se en lloc de recaptar impostos en nom de les autoritats. El cas va ser transferit al Consell Assessor de Nablus encapçalat per Mahmud Abd al-Hadi, que va arribar a la conclusió que les reclamacions dels residents sobre els xeics eren falses i que els pagarés estaven destinats a compensar la manca de pagament d'impostos del resident a causa d'una mala collita. Els peticionaris i els xeics posteriorment es van reunir i reconciliaren les seves diferències pacíficament.
En 1882 la Survey of Western Palestine (SWP) del Fons per a l'Exploració de Palestina descrivia Jaba' com "una vila pròspera al peu del turó. Les cases són de pedra. Està envoltada d'oliveres i té alguns pous. El campament es va establir a l'oest per la planta de cultiu obert, prop d'un pou que té una shaduf, o pal llarg amb un pes per a l'obtenció d'aigua. Hi ha argila de terrissaire a prop, i un terrissaire al poble. El lloc és el Kursi, vila tron. de la famosa família Jerrar, antigament governadors d'aquest districte. Pel que sembla és un lloc antic. Hi ha una tomba excavada a la roca a l'est."

### Època moderna
Les forces britàniques capturaren Palestina, inclosa Jaba', en 1917 durant la Primera Guerra Mundial i posteriorment establiren el Mandat Britànic sobre el país. Al cens de Palestina de 1922 Jaba' tenia 1.372 habitants, tots musulmans. En el cens de Palestina de 1931 havia augmentat la població a 1,542, la majoria musulmans i 9 cristians, vivint en 311 llars. Durant la revolta palestina de 1936–1939, Jaba' era la llar de Fawzi Jarrar, el líder rebel a l'àrea de Jenin.
La població de Jaba's va créixer a 2,100 en  una enquesta de terra i població de 1945; 2,090 musulmans i 10 cristians. L'àrea total de la vila era de 24,620 dúnams, dels quals el 96.1% pertanyien als àrabs, i la resta eren terres públiques. De la terra de la vila, 2,671 dúnams eren usats com a terres de rec, 11,054 dúnams per cereals, mentre que 42 dúnams eren àrea urbanitzada.
Després de la de la Guerra araboisraeliana de 1948, i després dels acords d'Armistici de 1949, Jaba' va restar en mans de Jordània. Després de la Guerra dels Sis Dies el 1967, ha estat sota ocupació israeliana.
A les eleccions municipals palestines de 2005, Fatah va obtenir la major quantitat d'escons (set), seguit de Hamas (cinc). Els independents van obtenir un escó. L'alcalde és Bassam Jarrar.

## Geografia
Jaba' es troba en la governació de Jenin al nord de Cisjordània. És a uns 8 quilòmetres al sud-oest de la capital de la governació, Jenin. Les localitats més properes són Fandaqumiya i Silat ad-Dhahr a l'oest, Rama i Ajjah al nord-oest, Anzah al nord,  Sanur i Meithalun al nord-est, Siris a l'est, Yasid al sud-est, Beit Imrin al sud i Burqa al sud-oest.
Jaba' està situada parcialment al vessant nord de Jabal Dabrun i parcialment en la vall sota de la muntanya. El nucli antic de la població es troba en una antiga fortificada tel, que consisteix en aproximadament 30 dúnams, al cim del Jabal Dabrun. El cim del Jabal Hureish és 3.5 kilòmetres a l'est de Jaba'. L'elevació de l'antiga Jaba' és de 540 metres sobre el nivell del mar, i 40 metres més alt que als pobles dels voltants. El cim de Jabal Dabrun és 651 metres sobre el ni vell del mar. A l'est i a l'oest de la vila hi ha deus, inclosa Ein al-Gharbi.

## Arqueologia
En 1882 el SWP va trobar "l'est del poble és una tomba, tallada molt grollerament en roca blanca tova L'entrada al nord-est condueix a una avantcambra amb dues capes de guix a les parets; la càmera interior té tres kokim; .. la porta és un arc groller de maons petits".
Hi ha quatre jaciments arqueològics en les proximitats de Jaba', anomenats Khirbet al-Naqb, Khirbet Jafa, Khirbet Sabata i Khirbet Beit Yarub. En al vall nor de Jaba', vora la carretera a Sanur, hi ha un jaciment amb una àrea de 15 dúnams. S'hi ha trobat diverses eines de pedra entre les oliveres que creixen al lloc. Khirbet Sabata a l'est de Jaba' conté les restes de cases i parets.

### Khirbet Beit Yarub
Khirbet Beit Yarub es troba a dos quilòmetres al nord del poble i té una superfície de 7,5 dúnams. Entre les estructures en ruïnes hi ha la tomba (maqam) de Neby Yarub ibn Ya'qub (el profeta Yarub fill de Jacob). La tomba és un edifici de planta quadrada amb una cúpula i conté dues habitacions. Al nord de la tomba hi ha un edifici més gran del segle xix amb diverses habitacions. Entre la tomba de Neby Yarub i l'edifici del segle xix es troben dispersos restes i fragments de ceràmica de l'època romana d'Orient, islàmica, mameluca i otomana.
El lloc comptava en els registres d'imposts otomans de 1596 com un poble musulmà anomenat "Beit Yarub" amb una població de vuit famílies i tres solters. La vila és esmenada novament en una registre fiscal otomà de 1671 i a mitjans del segle xix com una propietat de l'emir Baixir Xihab II de Mont Líban.

### Khirbet Jafa
Khirbet Jafa es troba a 1,5 quilòmetres al nord-est del poble. Té una superfície total de 15 dúnams i està situat en un turó que baixa cap al nord des de la muntanya Hureish i cap a la vall de Jaba amb una elevació de 410 metres sobre el nivell del mar. Les ruïnes consisteixen en restes d'una torre, parets, edificis i cisternes. D'aquestes restes, hi ha dues estructures conservades parcialment de l'era otomana en terrasses prop del cim de la serralada, estructures ben construïdes a partir de l'època romana d'Orient als vessants oest i el sud, i restes d'estructures medievals prop de la vall. Fragments de ceràmica indiquen que Khirbet Jafa era un lloc habitat durant l'Edat del Ferro i les èpoques persa, hel·lenística, romana, romana d'Orient, islàmica i medieval.

### Khirbet al-Naqb
Khirbet al-Naqb està situada al sud-est de Jaba', i té poques restes intactes, que consisteixen en pedres de construcció disperses. L'àrea total del lloc és de sis dúnams i està situada en un turó rodó amb una elevació de 510 metres sobre el nivell del mar, prop d'on es troba Wadi Wadian i Wadi Beit Imrin. El lloc és nomenat "Naqb" perquè està vora el naqb (antiga sendera) entre Jaba' i Sebastia al sud. S'hi ha trobat restes de terrissa dels períodes hel·lenístic, romà, persa i romà d'Orient.
L'única estructura que s'ha conservat parcialment són les restes de l'estructura que mesura 8 metres de llarg i cinc metres d'ample. Va ser construïda amb grans blocs de pedra. En el vessant occidental del turó hi ha sis coves d'enterrament, algunes tenen entrades arquejades mentre que una altra cova funerària es troba a la part sud de l'indret. A la part nord-oest del turó hi ha una cisterna i diverses pedres, de manera que és probable que les restes d'una antiga pedrera.

## Demografia
En el cens de la Oficina Central Palestina d'Estadístiques (PCBS) de 1997, Jaba' tenia 6,493 habitants. Els refugiats palestins representaven el 16.4% dels habitants. En cens de l'OCPE de 2007, la població va créixer a 8,492, vivint en 1,498 llars, cadascuna de les quals contenia una mitjana d'entre cinc i sis membres. Per gènere el 46.7% són dones i el 53.3% homes.